# Georges Dubosc
Pour les articles homonymes, voir Dubosc.
Michel-Georges Dubosc, dit Myop, né le 17 août 1854 à Rouen où il est mort le 18 juin 1927, est un peintre et journaliste français.

## Biographie

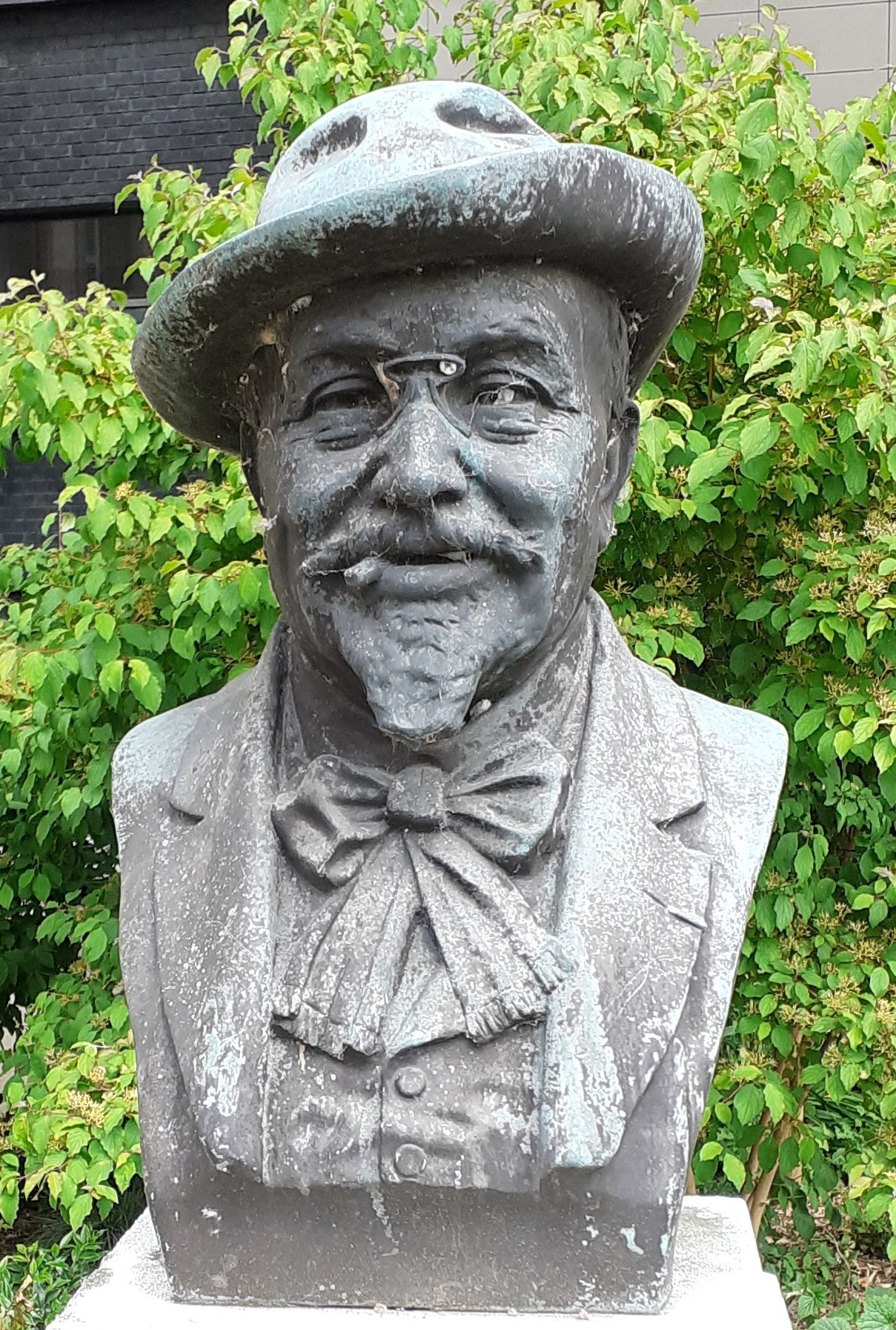
Monument à Georges Dubosc par Ferdinand Berthelot.

Dubosc est rédacteur à La Chronique de Rouen, puis critique artistique au Journal de Rouen (1887). Membre de l'Académie des sciences, belles-lettres et arts de Rouen, il crée La Lorgnette avec Paul Delesques, Henry Bridoux (Pierre Esnard) et André Dubosc (son frère chimiste), auteur du tableau Le Baptême, écrivit entre autres Les Anciens Baleiniers normands (1924) et Les Coiffes normandes (1924).
Il expose aux Expositions municipales des beaux-arts de Rouen de 1882 à 1886.
En 1886, il est l'un des membres fondateurs de la Société des Amis des monuments rouennais qu'il présidera. Il est vice-président de la Société normande de gravure et vice-président de la Société du Vieux-Rouen. Il est membre de la Société des écrivains normands et de la Commission départementale des Antiquités de la Seine-Maritime. 
Il est nommé officier d'Académie en 1895, officier de l'Instruction publique en 1900 et chevalier de la Légion d'honneur en 1925.
Il demeure rampe Bouvreuil à Rouen.
Georges Dubosc meurt le 18 juin 1927 à Rouen, où il est inhumé au cimetière monumental.
Le buste en bronze du Monument à Georges Dubosc, boulevard de la Marne à Rouen, dû à Alphonse Guilloux en 1929, a été envoyé à la fonte par le régime de Vichy et remplacé par un buste du sculpteur Ferdinand Berthelot inauguré le 10 novembre 1978.

## Publications
- Rouen monumental : au XVIIe et au XVIIIe siècle, Rouen, Cagniard, 1897, in-4°.
- La Guerre de 1870-1871 en Normandie, Rouen, 1905.
- De Rouen au Havre par la Seine, Rouen, Compagnie rouennaise de navigation, 1907, in-16.
- Rouen et ses environs, Paris, 1908.
- avec Henri Paulme, La maison natale de P. Corneille à Rouen, Rouen, Léon Gy, 1908, 40 p., in-8o.
- Rouen d'hier et d'aujourd'hui (préf. Léon Hennique), Paris, A. Blaizot, 1909.
- Les Fêtes du IIIe centenaire de Pierre Corneille, Rouen, Lecerf, 1909, 186 p..
- L'Abbaye Saint-Georges de Boscherville, Rouen, L. Wolf, 1912, 20 p., in-8o.
- L’École de Rouen : ses peintres et ses ferronniers, Rouen, Lecerf, 1914, 28 p., in-8o
- L’École belge à Rouen, 1918.
- Rouen pendant la guerre 1914-1918, Rouen, 1919, in-8o (OCLC 491648109).
- Trois Normands : Pierre Corneille, Gustave Flaubert et Guy de Maupassant, Rouen, Defontaine, 1917.
- Autour de la vie de Jeanne d'Arc, Rouen, Defontaine, 1920.
- À travers Rouen ancien et moderne : histoire et description de la ville, Rouen, Defontaine, 1920.
- Par ci, par là, Rouen, Defontaine, 1922, 211 p., in-8o.
- Rouen et son port à travers les âges, Rouen, H. Defontaine, 1922, 16 p..

## Distinctions
- Officier d'académie (1895)[6].
- Officier de l'Instruction publique (1900).
- Chevalier de la Légion d'honneur (décret du 21 avril 1925). Il est fait chevalier par Auguste Leblond le 31 juillet 1926[2].